# Suore domenicane missionarie della Sacra Famiglia
Le Suore Domenicane Missionarie della Sacra Famiglia (in spagnolo Hermanas Dominicas Misioneras de la Sagrada Familia; sigla D.M.S.F.) sono un istituto religioso femminile di diritto pontificio.

## Storia
La congregazione fu fondata dal frate domenicano José Cueto Díez de la Maza (1839-1908): eletto vescovo delle Canarie, nel 1891 si insediò a Las Palmas e vi introdusse una comunità di cinque figlie di Cristo Re guidata da suor Pilar Prieto Vidal.
Desideroso di aggregare la giovane congregazione al terz'ordine domenicano, il 12 giugno 1891 il vescovo Cueto Díez eresse la comunità di Las Palmas in istituto autonomo dando inizio alla congregazione delle Domenicane della Sacra Famiglia.
A partire dal 1935 le religiose si diffusero soprattutto nell'America meridionale.
L'istituto ricevette il pontificio decreto di lode il 13 dicembre 1943 e le sue costituzioni furono approvate dalla Santa Sede il 9 gennaio 1954.

## Attività e diffusione
Le suore si dedicano prevalentemente all'istruzione e all'educazione cristiana della gioventù.
Oltre che in Spagna, sono presenti in Camerun e nelle Americhe (Bolivia, Cile, Colombia, Cuba, Venezuela); la sede generalizia è a Madrid.
Alla fine del 2015 la congregazione contava 200 religiose in 37 case.